# Dichrozona cincta
Dichrozona cincta е вид птица от семейство Thamnophilidae, единствен представител на род Dichrozona.

## Разпространение
Видът е разпространен в Боливия, Бразилия, Колумбия, Еквадор, Перу и Венецуела.